# Deplorothrips bassus
Deplorothrips bassus är en insektsart som beskrevs av Laurence A. Mound och Walker 1986. Deplorothrips bassus ingår i släktet Deplorothrips och familjen rörtripsar. Inga underarter finns listade i Catalogue of Life.